# Церковь Санта-Мария-Ассунта (Генуя)
Санта-Мария-Ассунта (итал. La basilica di Santa Maria Assunta di Carignano — Базилика Вознесения Девы Марии в Кариньяно) — римско-католическая церковь эпохи Возрождения в Генуе, Италия. Расположена в жилом районе под названием Кариньяно, на холмах прямо над центром города, поэтому церковь также известна как Санта-Мария-Ассунта ди Кариньяно. Освящена в честь Вознесения на небо пресвятой Девы Марии. Является одним из самых известных генуэзских произведений архитектора Галеаццо Алесси и одним из главных образцов архитектуры эпохи Возрождения в городе. Скульптуры Пьера Пюже и Филиппо Пароди в интерьере храма входят в число шедевров генуэзского барокко.

## История
Церковь была построена на средства генуэзского патриция Бандинелло Саули по его завещанию от 17 октября 1481 года. Однако лишь почти семьдесят лет спустя, 7 сентября 1549 года, наследники поручили постройку архитектору из Перуджи Галеаццо Алесси. Закладка первого камня состоялась 10 марта 1552 года.

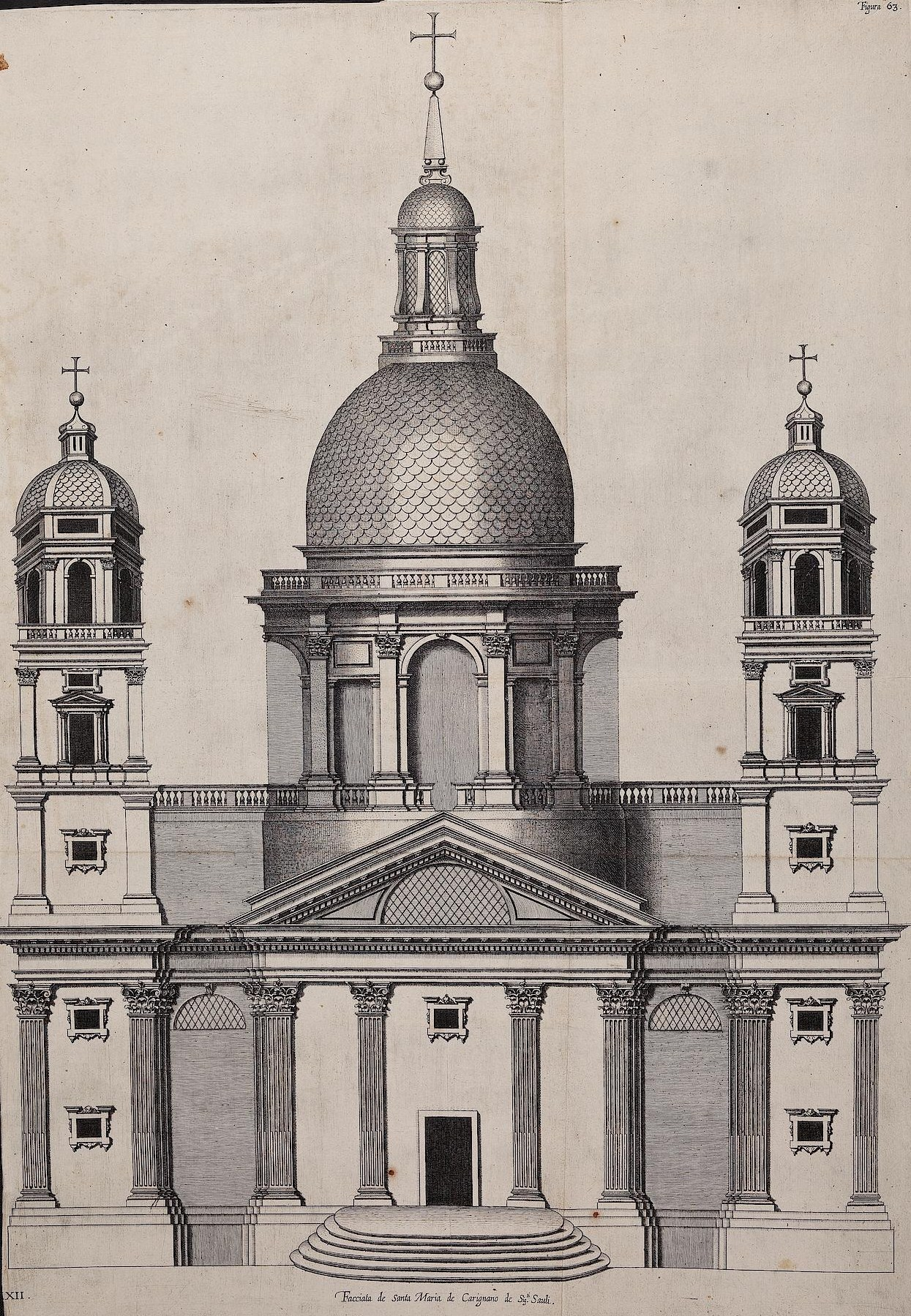
Гравюра по рисунку П. П. Рубенса из альбома «Дворцы Генуи». 1622

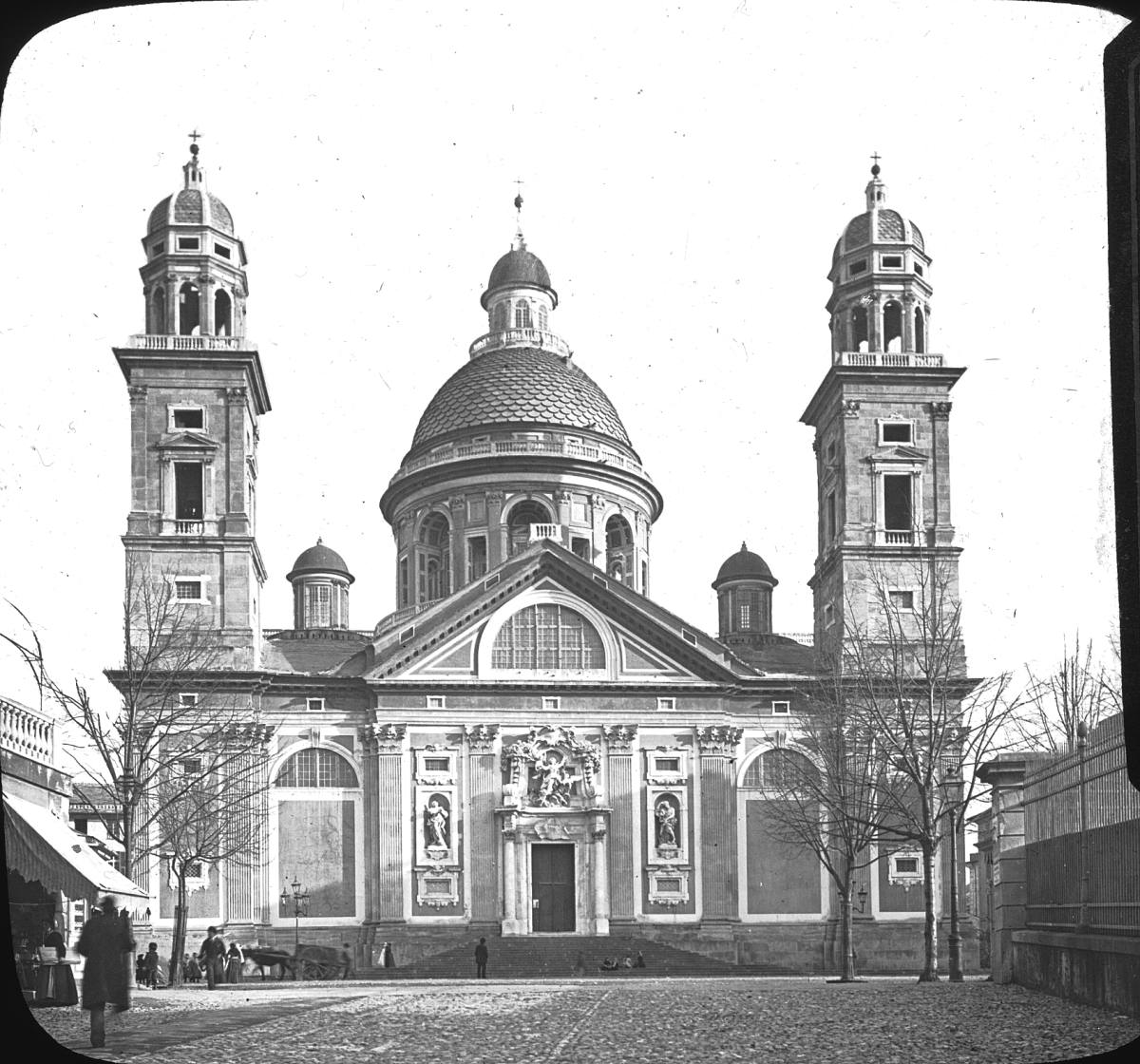
Архивная фотография. Нач. ХХ в.

В 1555 году внешние стены были почти готовы, в 1564 году в церкви начали совершаться богослужения, хотя первая торжественная месса состоялась только в 1588 году. Строительство затянулось на срок более пятидесяти лет: купол был достроен в 1603 году, через тридцать лет после смерти архитектора. Тем временем, 13 июня 1583 года папа Григорий XIII своим «motu proprio» постановил возвести храм как коллегиальную (монастырскую) церковь и аббатство. Прошло почти девяносто лет, прежде чем другой понтифик, Александр VIII, даровал аббату привилегию совершать понтификаты (27 августа 1690 года). В 1742 году Бенедикт XIV присвоил церкви статус приходской, но без территориальной юрисдикции, поскольку она являлась дворянским приходом членов семьи-основателя. Мемориальная доска внутри церкви напоминает, что папа Пий VII отслужил здесь торжественную папскую мессу в 1815 году.
Во второй половине XIX века, в особенно плодотворный период для генуэзского католицизма, приходской дом базилики стал местом встречи многих иерархов церкви и деятелей культуры. Позднее, 4 декабря 1939 года, архиепископским указом кардинала Пьетро Боэтто церковь Кариньяно была преобразована в территориальный приход. Освящение в качестве малой базилики кардиналом Джузеппе Сири датируется 14 августа 1951 года.

## Архитектура
Церковь имеет план в виде греческого креста с четырьмя одинаковыми фасадами с каждой стороны, оформленными в стиле неоклассицизма, каждый фасад имеет собственный вход. Храм имеет пять куполов и две квадратные колокольни (в оригинальном проекте планировалось четыре). Центральный купол установлен на высоком барабане и окружён четырьмя малыми куполами по углам. Такая композиционная схема, не имеющая прецедентов в генуэзской традиции, вдохновлена проектом ранней базилики Святого Петра в Ватикане, разработанным Джулиано да Сангалло.
Главный фасад впервые был оформлен в 1722 году Франческо Джованни Бараттой, который создал входной портал, на нём в барочной раме помещена статуя Девы Марии Ассунты (Вознесённой), вначале предназначавшаяся для главного алтаря.

## Интерьер
Интерьер щедро украшен художниками позднего Возрождения и барокко. В четырёх нишах пилонов купола установлены скульптуры: блаженного Алессандро Саули и святого Себастьяна (1668), (справа) работы Пьера Пюже; слева — святого Варфоломея (1695) работы Клода Давида и святого Иоанна Крестителя созданного Филиппо Пароди. Вдоль стен статуи апостолов и учителей церкви были завершены к 1740 году Франческо Скьяффино.
Алтари вдоль правого нефа включают картины «Святой Пётр, исцеляющий хромого» (1694—1696); «Мученичество Святого Варфоломея» (1680); «Воскресение Христа»; «Благовещение»; «Дева Мария со святыми Домеником и Розой»; «Последнее причастие Магдалины». Алтари вдоль левого нефа включают картины «Блаженный Алессандро Саули останавливает чуму»; «Пьета»; «Страшный суд»; «Мадонна со святыми Карлом Борромео и Франциском Ассизским»; и «Святой Франциск Ассизский получает стигматы».
В пресвитерии и главном алтаре имеются картины, изображающие «Тайную вечерю» и «Бегство в Египет» Джузеппе Пальмиери. Главный алтарь из мрамора и бронзы (1700) был создан по эскизам Массимилиано Сольдани с бронзовым распятием Пьетро Такки, заменившим предыдущее распятие Пьера Пюже. В сакристии имеется картина «Святое Семейство» Луки Камбьязо.

## Галерея

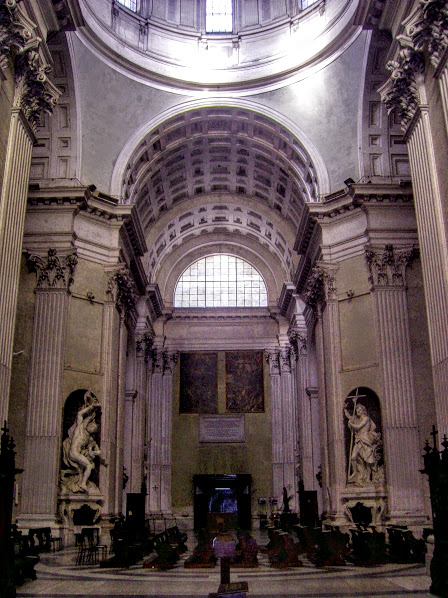
Интерьер средокрестия
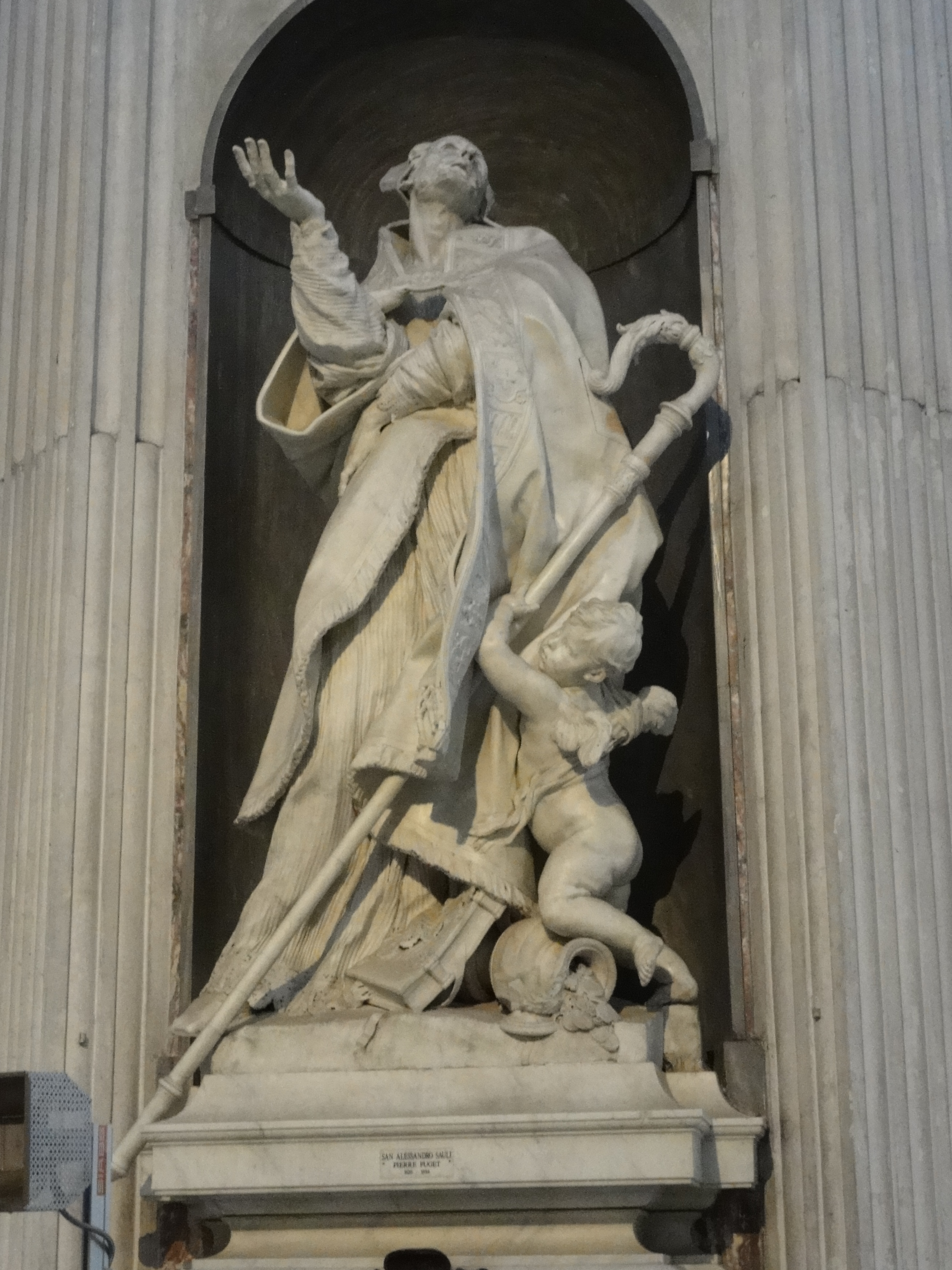
П. Пюже. Блаженный  Алессандро Саули. 1668
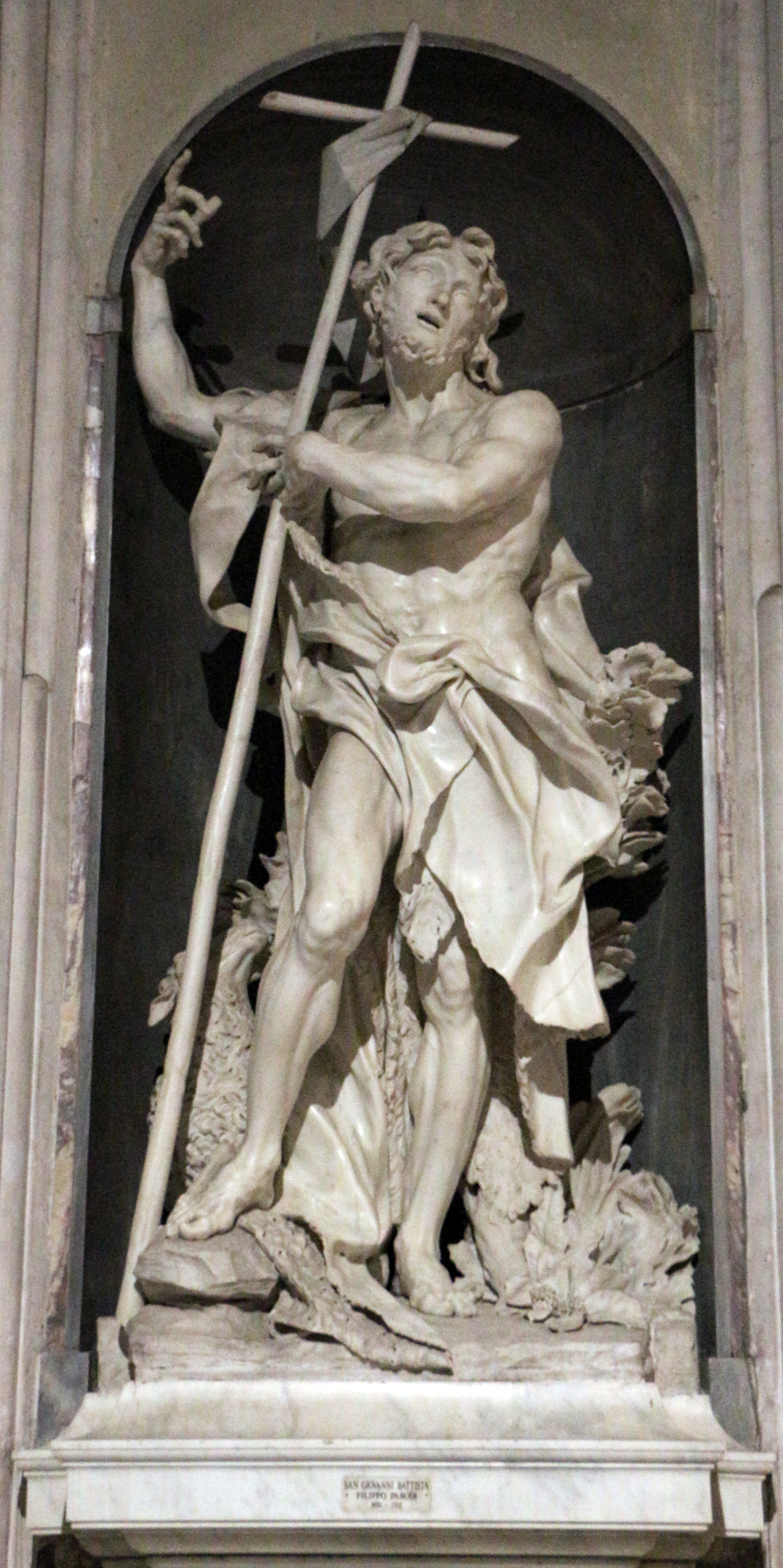
Ф. Пароди. Иоанн Креститель. 1667
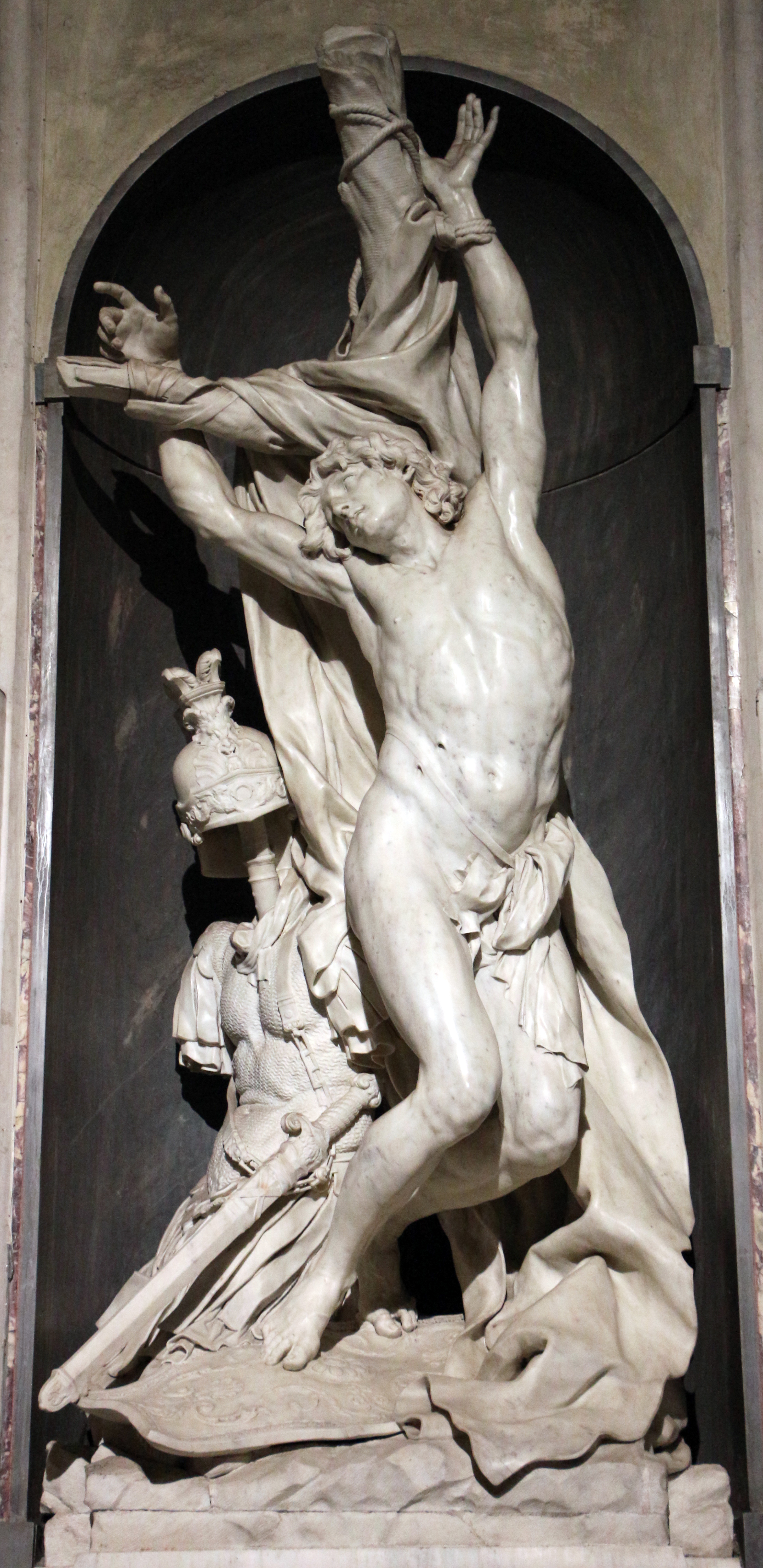
П. Пюже.Святой Себастьян. 1668
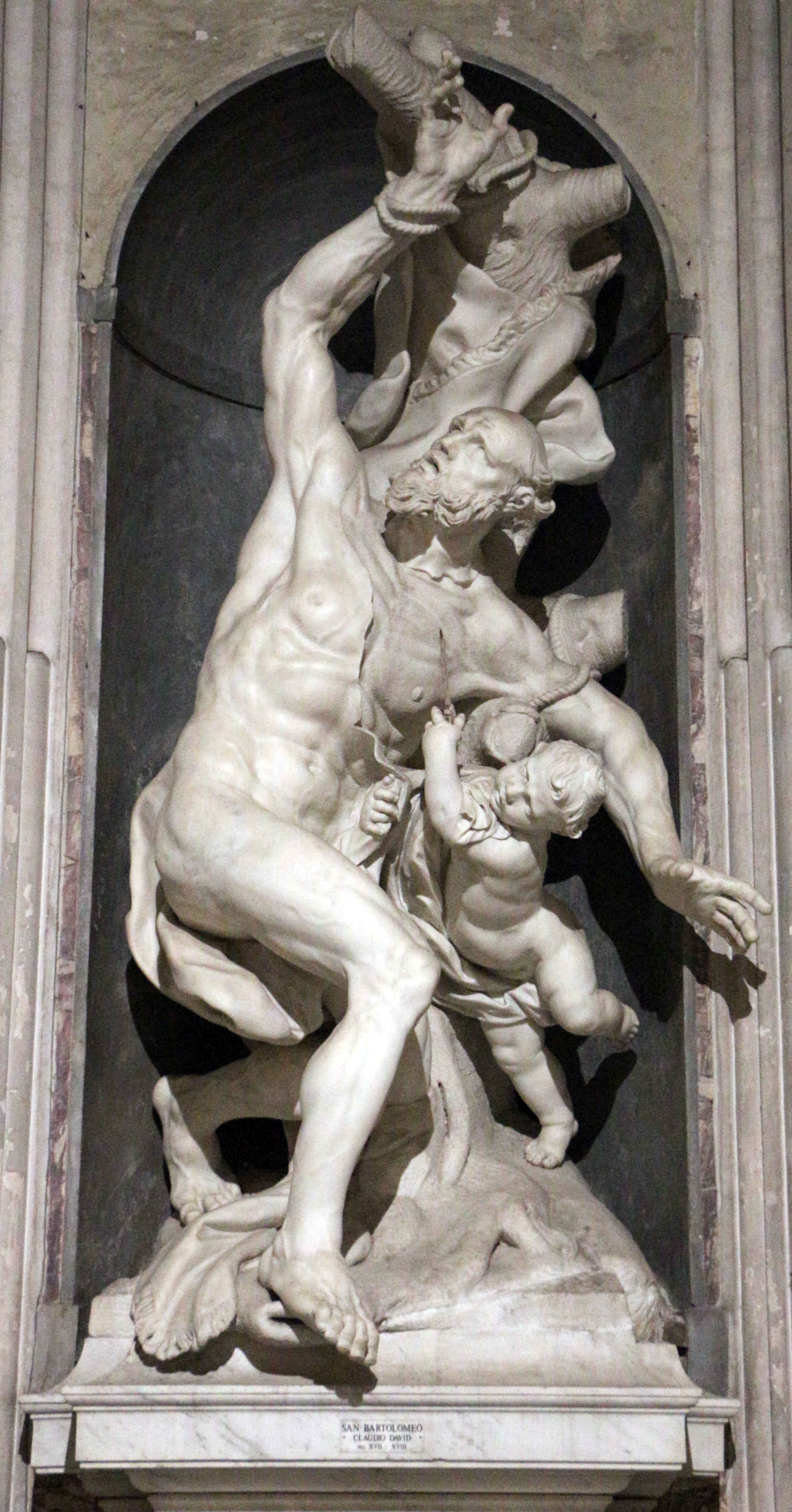
К. Давид. Святой Варфоломей. 1695
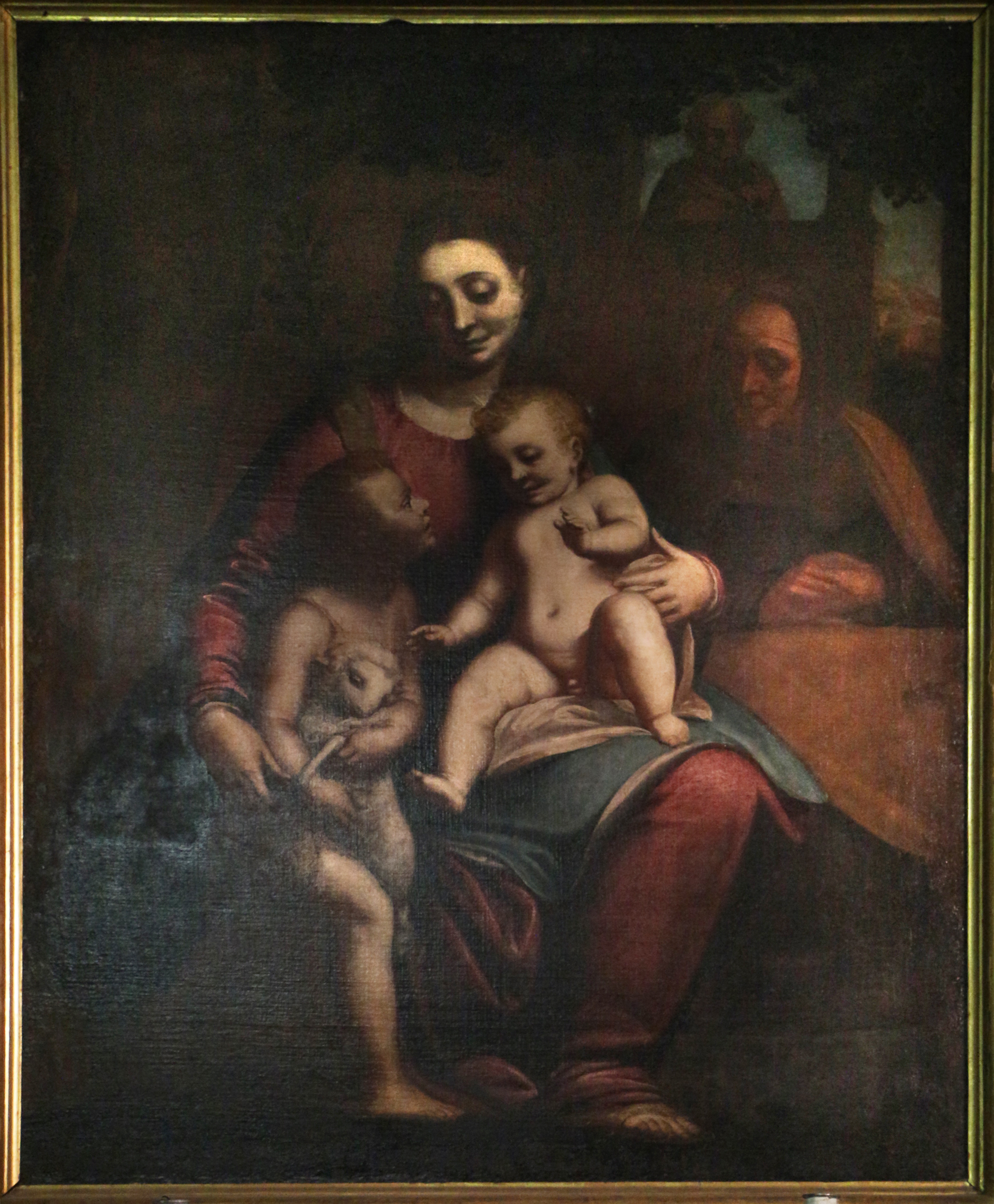
Л. Камбьязо. Святое семейство
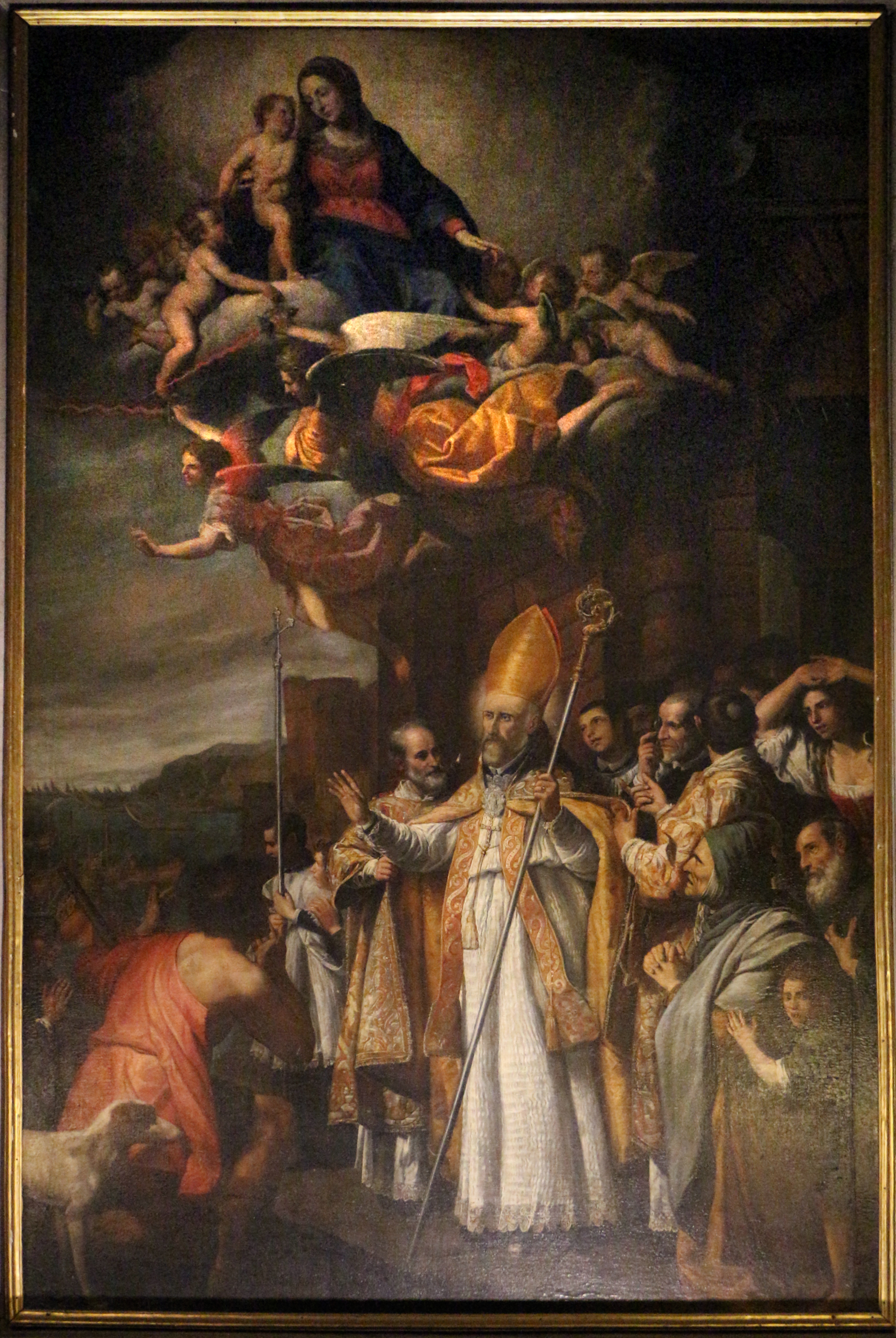
Д. Фьязелла. Блаженный Алессандро Саули останавливает чуму. Ок. 1630
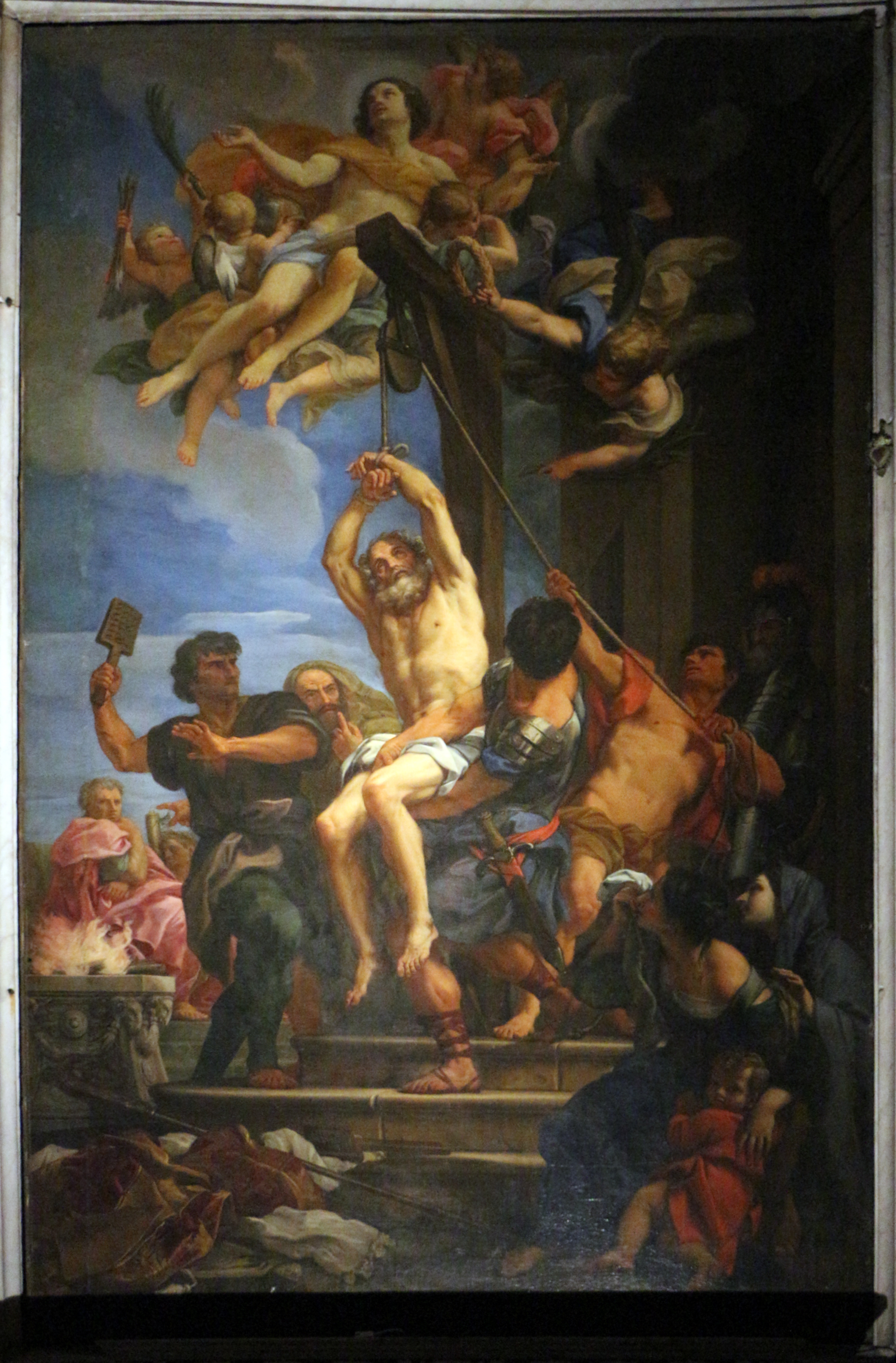
К. Маратта. Мученичество Святого Варфоломея. 1680
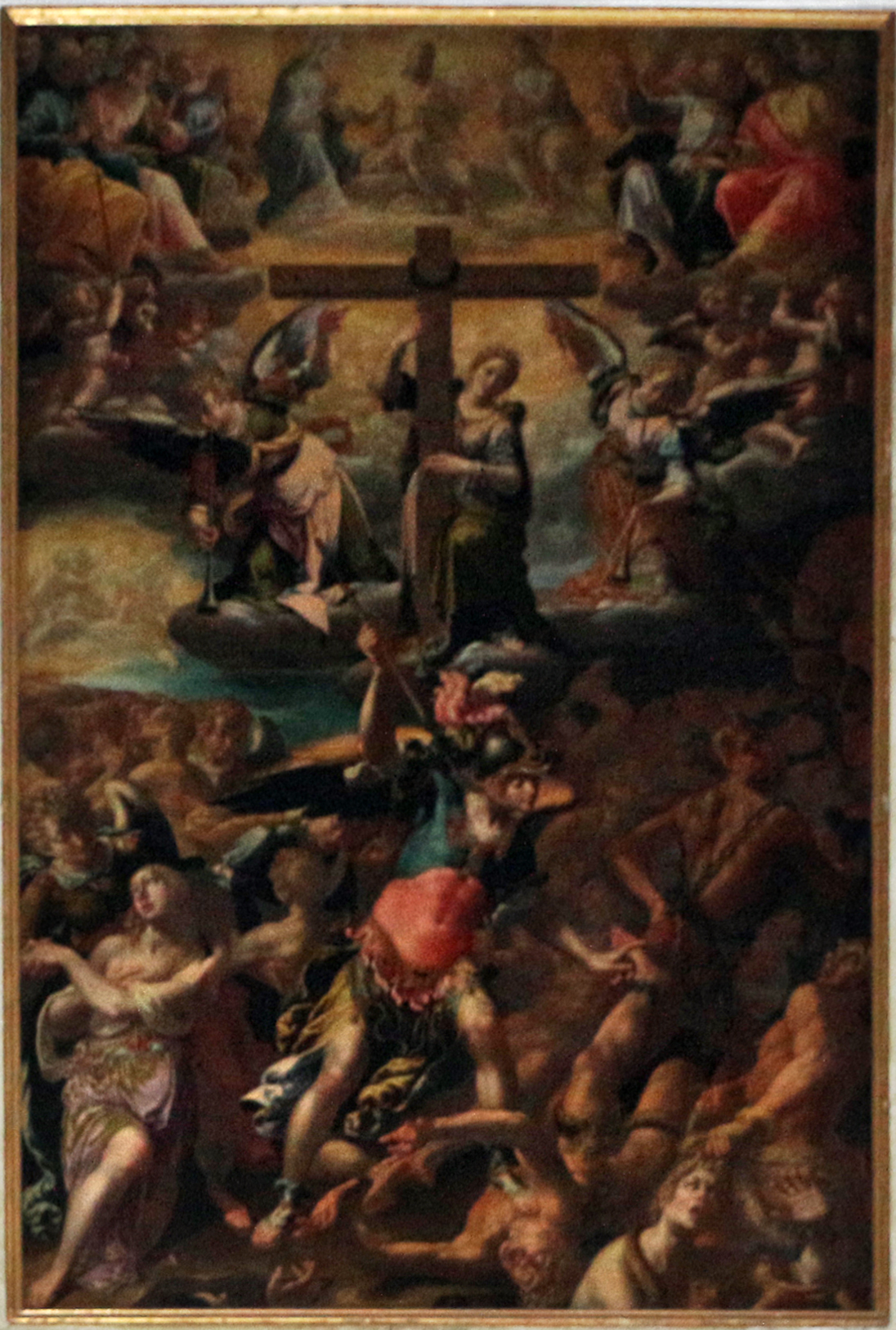
A. Ломи. Страшный суд
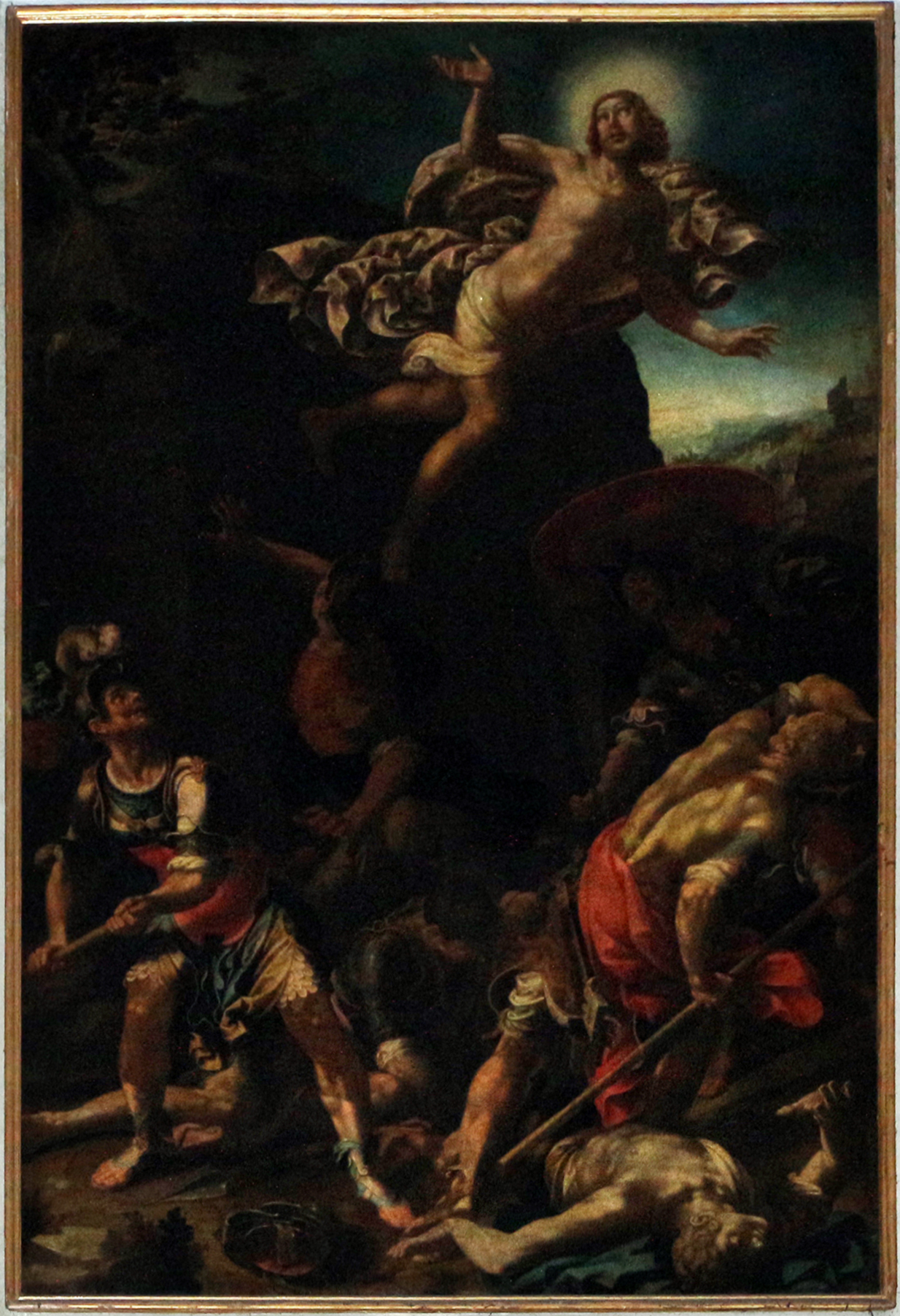
А. Ломи. Воскресение Христа
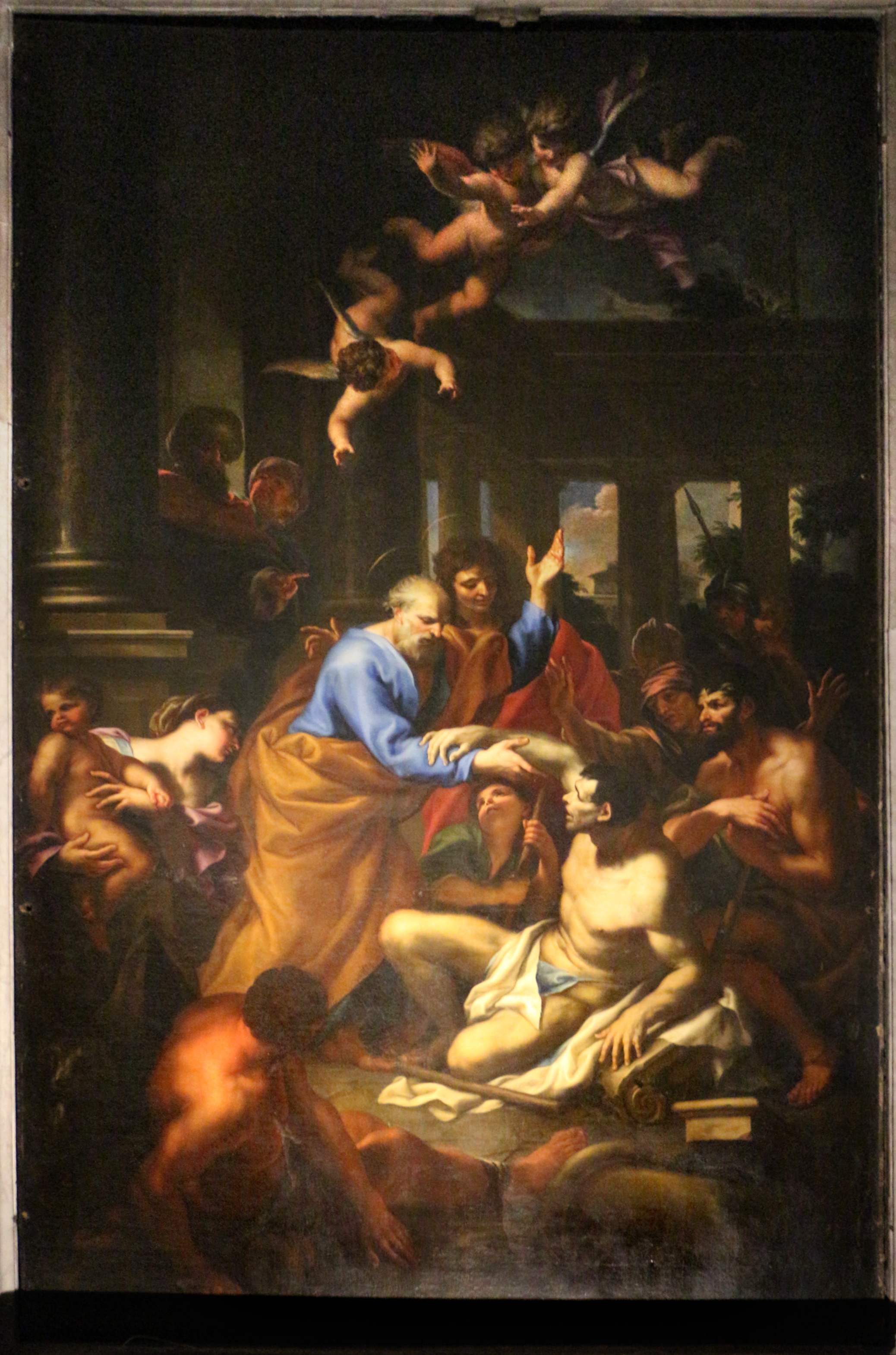
Д. Пиола. Святой Пётр, исцеляющий хромого. 1694–1696
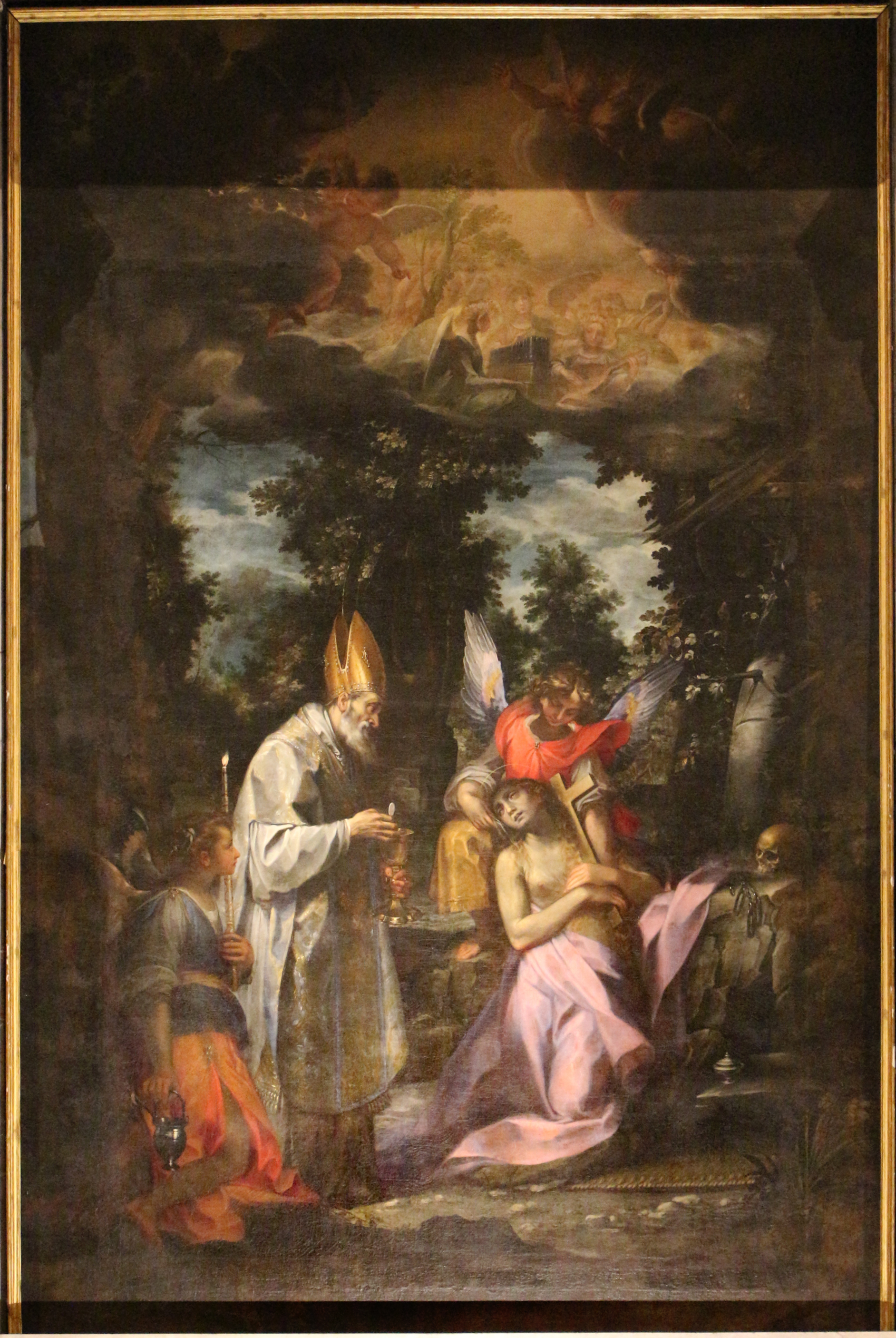
Ф. Ванни. Последнее причастие Магдалины